# Michael Kohlhase

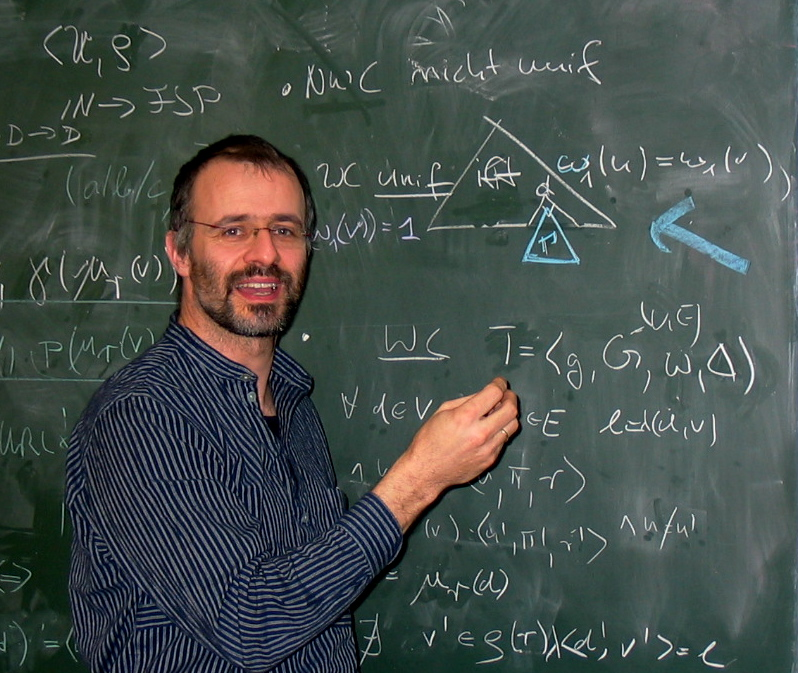
Michael Kohlhase

Michael Kohlhase (* 13. September 1964 in Erlangen) ist ein deutscher Informatiker und Professor an der Friedrich-Alexander-Universität Erlangen-Nürnberg, wo er an der Technischen Fakultät die Forschungsgruppe KWARC (Knowledge Adaptation and Reasoning for Content) leitet.

## Leben
Michael Kohlhase ist Präsident der OpenMath Society und Vorstandsmitglied der Interessengruppe Mathematical Knowledge Management (MKM). Er ist Leitungsmitglied der Conference on Automated Deduction und der Interessengruppe CALCULEMUS gewesen. Er war Leiter der Konferenz CADE-21, Programmleiter der Konferenzen KI-2006, MKM-2005 und CALCULEMUS-2000 und hat in den Programmkomitees von über dreißig internationalen Konferenzen gearbeitet. Er hat vier Bücher geschrieben bzw. herausgegeben und fast 100 begutachtete Fachartikel veröffentlicht.
Michael Kohlhase ist assoziierter Professor (Adjunct Associate Professor) an der Carnegie Mellon University und war von 2006 bis 2008 Vizedirektor des Forschungsbereichs Sichere Kognitive Systeme am Bremer Labor des Deutschen Forschungszentrum für Künstliche Intelligenz (DFKI).
Michael Kohlhase erhielt 1989 ein Diplom in Mathematik an der Universität Bonn und wurde an der Universität des Saarlandes 1994 in Informatik promoviert und 1999 habilitiert. Im Verlauf seiner Doktorarbeit und späteren Forschung absolvierte er Forschungsaufenthalte an der Carnegie Mellon University, der Universität von Amsterdam, der Universität Edinburgh und bei SRI International. Von 2000 bis 2003 forschte und lehrte er an der School of Computer Science der Carnegie Mellon University, wo er zum Adjunct Associate Professor ernannt wurde. Im September 2003 wurde er als Professor für Informatik an die International University Bremen (Jacobs University Bremen seit 2007) gerufen, und 2006–2008 war er Vizedirektor der Gruppe für Sichere Kognitive Systeme des Bremer Labors des Deutschen Forschungszentrums für Künstliche Intelligenz (DFKI). Im September 2016 wechselte er zur Friedrich-Alexander-Universität Erlangen-Nürnberg.
Seit 2014 ist er Mitglied der Global Digital Mathematical Library Working Group der IMU.

## Auszeichnungen und Stipendien
- 2000: dreijähriges Heisenberg-Stipendium der Deutschen Forschungsgemeinschaft (DFG).
- 1996: AKI-Dissertationspreis der „Arbeitsgemeinschaft deutscher KI-Institute (AKI)“
- 1991: Promotionsstipendium der Studienstiftung des deutschen Volkes
- 1986: Stipendium der Studienstiftung des deutschen Volkes

## Forschungsinteressen

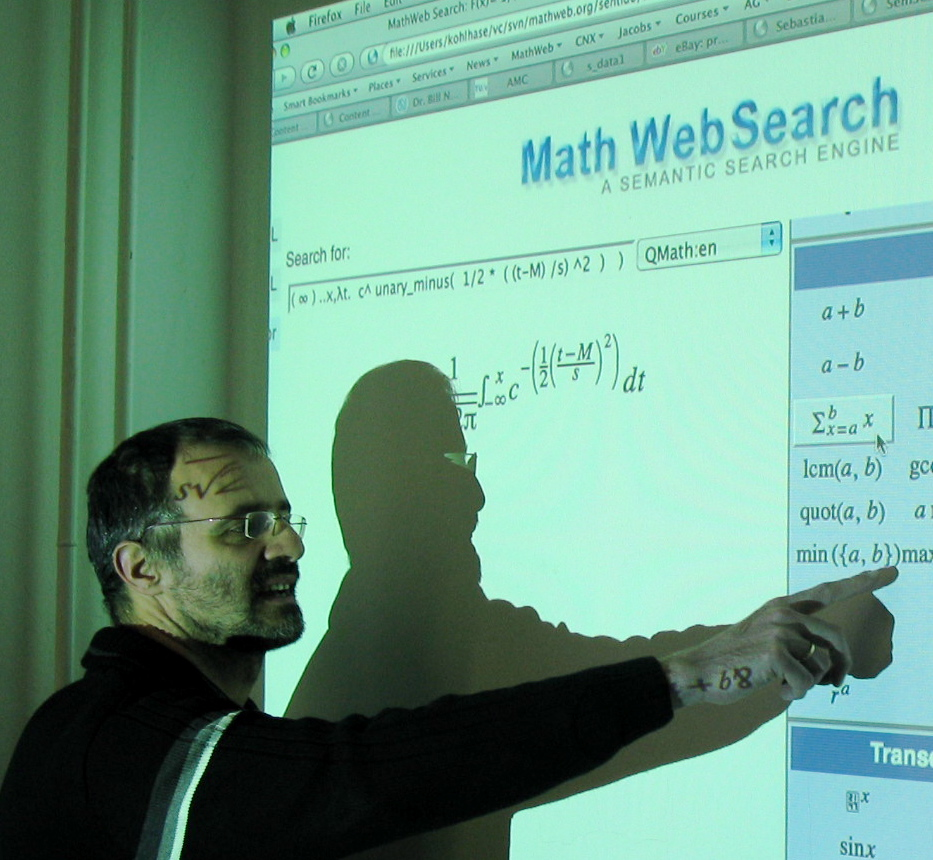
Michael Kohlhase erklärt die semantische Suchmaschine MathWebSearch

Michael Kohlhases aktuelle Forschungsinteressen umfassen automatisches Beweisen und Wissensrepräsentation für Mathematik, inferenzbasierte Verfahren zum Natural language processing und Semantik sowie E-Learning.
Ein großer Teil seiner konkreten Arbeit basiert auf Web-Content-Markupsprachen wie MathML, OpenMath, OMDoc und Systemen zur Verwaltung solcher Daten, z. B. Formelsuchmaschinen, semantische Erweiterungen zu LaTeX. oder die Konvertierung alter LaTeX-Dokumente aus dem arXiv.

## Weiterführende Literatur (Auswahl)
- Michael Kohlhase OMDoc: Open Mathematical Documents [Version 1.2], Springer-Verlag, LNAI 4180, 2006.
- Christian Freksa, Michael Kohlhase, Kerstin Schill (Hrsg.): The 29th Annual German Conference on Artificial Intelligence, KI 2006, LNAI 4314, Springer-Verlag, 2006.
- Michael Kohlhase (Hrsg.): Mathematical Knowledge Management, 4th International Conference, MKM 2005, Lecture Notes in Artificial Intelligence 3863, Springer-Verlag, 2005.
- Manfred Kerber, Michael Kohlhase: Symbolic Computation and Automated Reasoning, Proceedings of the CALCULEMUS-2000 Symposium, AKPeters, Boston 2001.